# Jessica Hardy
Jessica Hardy (n. 12 martie 1987 în Orange, California) este o înotătoare americană. Ea a reușit să stabilească mai multe recorduri mondiale la înot pe distanța de 50 m craul și bras, numărându-se printre cele mai bune înotătoare din lume.

## Biografie și carieră
Hardy trăiește în Long Beach, California, fiind antrenată de Dave Salo, este membră a clubului sportiv Trojan Swim Club care aparține de universitatea "University of Southern California". În anul 2005 a absolvit școala și stabilește la "Long Beach Wilson Senior Highschool" un nou record mondial la 100 m bras. Se transferă la "University of California, Berkeley" unde ajunge de 4 ori campioană la "National Collegiate Athletic Association" (NCAA) din SUA. La campionatul mondial din Melbourne din 2007, câștigă medalia de aur la proba 50 bras, iar anul următor în Manchester devine campionă la trei probe.
La Jocurile Olimpice de vară din 2008 din Peking, Hardy face parte din echipa olimpică a SUA, ea va câștiga la probele de 50 m craul, ștafeta de 4×100 stil liber și se califică la proba de 100 m bras. La data de 1 august 2008 la un control de dopaj a fost suspendată pe doi ani. În viitor ea dorește să facă pe lângă sport, design pentru costume de înot.

## Recorduri
Legendă
- AR - Record SUA
- WR - Record mondial

Cele mai bune rezultate
- 50 m stil liber - 00:24,58 (5.iulie 2008 la Preliminarele Olimpice din Omaha, Nebraska)
- 100 m stil liber - 00:54,45 (3. Juli 2008 la Preliminarele Olimpice din Omaha, Nebraska)
- 50 m Brust - 00:29,95 WR (7. august 2009 la Cammpionatul Mondial din Federal Way)
- 100 m bras - 01:06,20 AR și ex-WR (25.iulie 2005 la campionatele de înot din Montreal)
- 50 m stil liber - 00:24,28 (13. aprilie 2008 la campionatele de înot din Manchester)
- 100 m stil liber  - 00:53,46 (12. aprili 2008 la campionatele de înot din Manchester)
- 50 m bras - 00:29,58 WR (10. april 2008 la campionatele de înot din Manchester)
- 100 m bras - 01:04,22 AR (12. aprilie 2008 la campionatele de înot din Manchester)